# Sebastes auriculatus
Espèce
Sebastes auriculatus est une espèce de poisson osseux de la famille des Scorpaénidés.